# Marija Petrova
Marija Petrova  (rus. Мария Игоревна Петрова; rođena 29. novembra 1977. u Lenjingradu, Rusija) je ruska klizačica u umetničkom klizanju, u konkurenciji sportskih parova.
Petrova je počela da kliza veoma rano. Ona je bila bolesno dete i njen doktor je preporučivao rekreaciju i bavljenje sportom. Njeni roditelji su odlučili da to bude umetničko klizanje.
Njeni partneri su bili Anton Sikharulidze i Phal Cooper. Ona trenutno kliza sa Aleksejem Tihonovim, sa kojim je i osvojila Svetsku šampionsku titulu 2000. godine. Na zimskoj Olimpijadi 2002. osvojili su šesto mesto, a u Torinu na zimskim Olimpijskim igrama 2006. bili su peti.
Trenira ih Ljudmila Velikova. Koreografi su im Aleksandar Stiopin i Sergej Petukov.

## Spoljašnje veze
- Internacionalna klizačka unija (Biografija)
- Petrova i Tihonov fan stranica